# 石川県道285号高屋出田線
石川県道285号高屋出田線（いしかわけんどう285ごう たかやすったせん）とは、石川県珠洲市にある一般県道（石川県道）である。

## 概要
- 起点：石川県珠洲市高屋町1字48番2地先（＝石川県道28号大谷狼煙飯田線交点）
- 終点：石川県珠洲市若山町出田6部115番1地先（＝国道249号交点）

珠洲市北部と珠洲市中心部とを概ね南北に結ぶ。珠洲市高屋町は、日本海に面した漁港のある集落で、以前珠洲原子力発電所の計画地の1つとなっていた。笹波川に沿って南下し、八ヶ山のある馬緤峠（まつなぎとうげ）を越える。二級水系若山川の支川である鈴内川が形成する谷間を縫って平野部に至り、若山川に架かる広栗橋を渡り、終点に至る。全区間交通量は少ないものの、広栗橋手前から石川県立飯田高等学校や野々江総合公園に至る市道が整備され、国道249号飯田町北交差点を経由せずに行き来できることから、宇都山・大谷地区とを行き来する車両が広栗橋を通過することが多い。

## 歴史
- 1960年（昭和35年）10月15日：路線認定。

## 接続道路
- 石川県道28号大谷狼煙飯田線（珠洲市高屋町：起点）
- 珠洲市道726号線 (旧珠洲広域農道 : 珠洲市若山町鈴内）
- 国道249号（珠洲市若山町出田・広栗橋交差点：終点）

## 周辺
- 珠洲ハーブの丘 八ヶ山ガーデン